# Marcelo Lomba
Marcelo Lomba, vollständiger Name Marcelo Lomba do Nascimento, (* 18. Dezember 1986 in Rio de Janeiro) ist ein brasilianischer Fußballspieler. Er wird auf der Position eines Torwarts eingesetzt.

## Verein

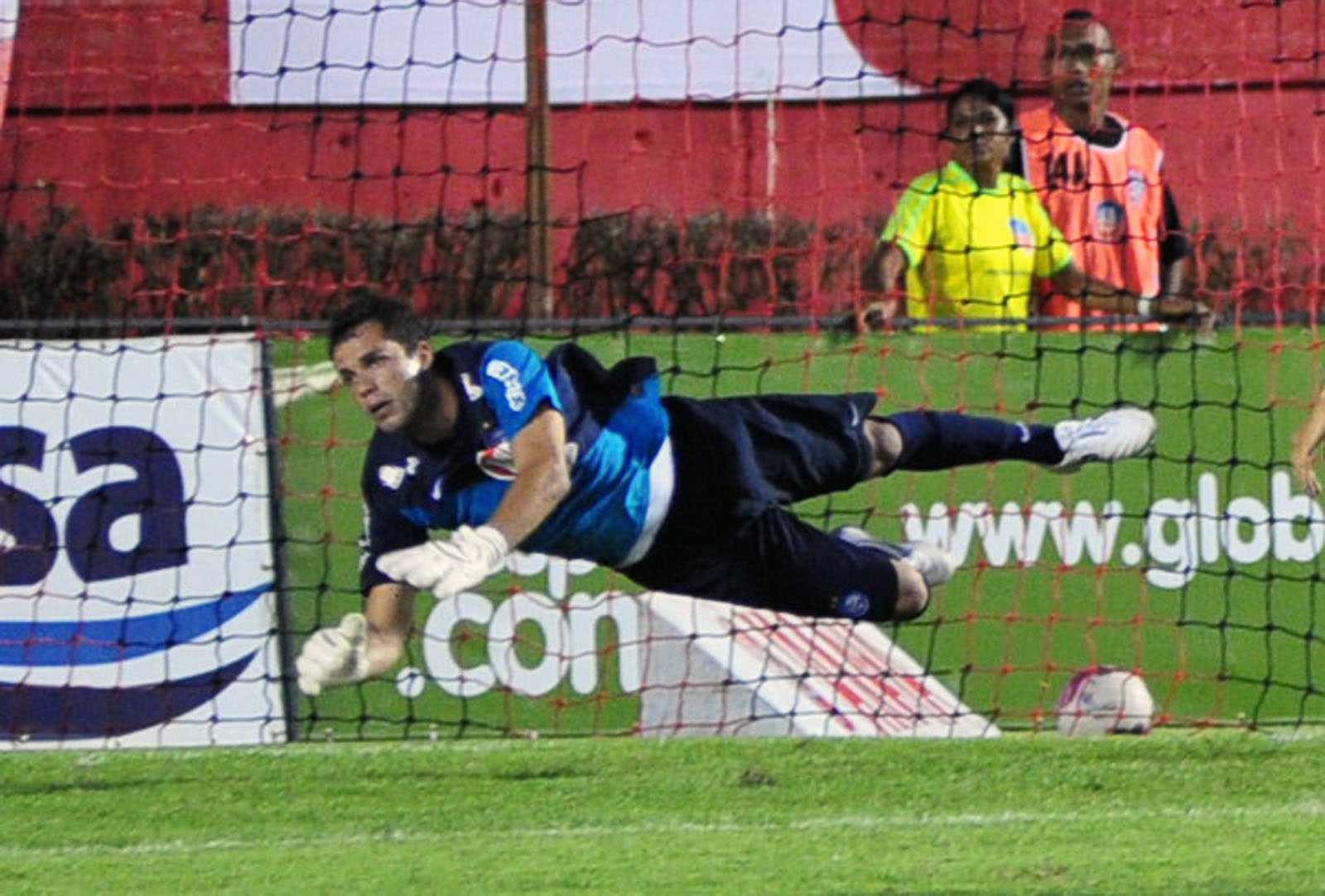
Lomba 2012 bei Bahia

Marcelo Lomba begann seine Karriere im Jahr 2000 im Nachwuchsbereich des CFZ do Rio SE einer der Nachwuchsausbildungsklubs des ehemaligen Nationalspielers Zico. Bereits 2001 wechselte Lomba in die Jugendabteilung von CR Flamengo. Hier gelang Lomba 2006 der Sprung in den Profikader. Beim Gewinn des nationalen Copa do Brasil 2006 stand Lomba aber nicht im Kader. Zunächst war er nur dritter Torhüter des Teams. Sein erster Einsatz als Profi erfolgte daher erst 2008 in einem Spiel gegen den Lokalrivalen CR Vasco da Gama. Bei Flamengo gab Lomba seinen Einstand auf internationaler Klubebene. In der Copa Libertadores 2010 traf er mit dem Klub zuhause am 24. Februar 2010 am ersten Spieltag der Gruppenphase auf CD Universidad Católica. Nachdem Diego FLA zur Saison 2010 verlassen hatte, wurde Lomba zur Meisterschaftsrunde erster Torhüter der Mannschaft. Sein Debüt in der Série A gab er am 15. Juli 2010. Am achten Spieltag der Série A 2010, im Heimspiel gegen den Lokalrivalen Botafogo FR, übernahm er das erste Mal den Platz zwischen den Pfosten. Danach kam in allen 30 Spielen des Wettbewerbs zum Einsatz. Nachdem Trainer Vanderlei Luxemburgo 2011 die Mannschaft übernommen hatte, wurde beschlossen, dass Lomba für die Spiele in der Staatsmeisterschaft an den AA Ponte Preta ausgeliehen wird, da Luxemburgo ihn nicht als ersten Keeper sah. Die Verhandlungen scheiterten aber und Lomba blieb nur die angekündigte Reservistenrolle. Zu den Spielen in der Série A 2011 für ein Jahr an den EC Bahia ausgeliehen. In der Saison bestritt Lomba 33 von 38 möglichen Spielen und wurde mehrfach ausgezeichnet. Aufgrund seiner guten Leistungen verpflichtete Bahia im Juni 2012 Lomba fest. Der Kontrakt erhielt eine Laufzeit bis Ende Dezember 2014. In der Staatsmeisterschaft von Bahia bestritt Lomba am 17. März 2013 im Auswärtsspiel bei Vitória da Conquista sein insgesamt 100. Pflichtspiel für Bahia. Am 19. Januar 2014 absolvierte er 150 Spiele für Bahia und am 1. Oktober 2014 das 200. Spiel für Bahia. Bereits im April des Jahres hatte Lomba seinen Vertrag mit Bahia bis Ende 2017 verlängert. Nachdem Bahia am Ende der Série A 2014 als Achtzehnter der Tabelle in die Série B musste, wurde Lomba für 2015 ausgeliehen.
Januar 2015 wurde bekannt, dass Lomba für ein Jahr zu AA Ponte Preta gehen wird. Mit dem Klub konnte er weiterhin in der Série A antreten. Am Ende der Leihe kehrte Lomba zur Saison 2016 zu Bahia zurück. Mit diesem musste er in der Série B auslaufen. Im Zuge des laufenden Wettbewerbs wurde der erneute Klubwechsel von Lomba bekannt.

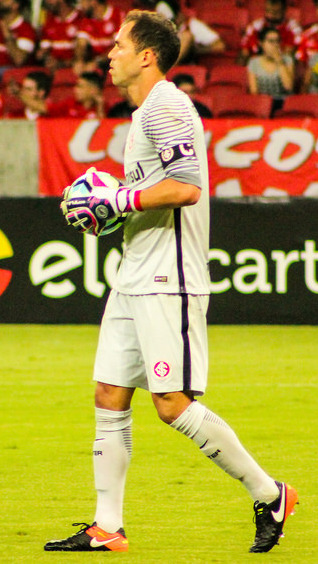
Lomba 2017 bei Internacional

Im Juli 2016 unterzeichnete er einen Kontrakt beim Série A Klub SC Internacional. In dem Klub wurde er Reservetorwart hinter dem Stammtorhüter Danilo Fernandes. Am Ende der Série A 2016 musste Internacional als 17. der Tabelle das erste Mal absteigen. Auch 2017 blieb für Lomba in dem Klub nur die Rolle des Reservespielers, in der er in der Liga zu keinen Einsätzen kam. Am Ende der Saison landete Internacional auf dem zweiten Platz und schaffte damit den direkten Wiederaufstieg. Nachdem sich Stammtorhüter Danilo Fernandes verletzt hatte, wurde Lomba zur Série A 2018 wieder häufiger eingesetzt. Er bestritt acht Spiele in der Staatsmeisterschaft von Rio Grande do Sul und 24 von 38 möglichen Spielen in der Meisterschaft. Im Juni 2018 verlängerte Internacional den Kontrakt mit Lomba vorzeitig bis Ende 2020. Internacional konnte in dem Jahr direkt wieder lange um die Meisterschaft mitspielen und belegte am Ende der Saison den dritten Platz. Lomba hatte in der Meisterschaft so mit seinen Leistungen überzeugt, dass er in die Auswahlmannschaft des Prêmio Craque do Brasileirão gewählt wurde. In der Série A 2020 verlor Internacional die Möglichkeit auf den Titelgewinn erst am vorletzten Spieltag.
Nach Abschluss der Série A 2021 Anfang Dezember 2021 wechselte Lomba zur SE Palmeiras. Der Vertrag erhielt eine Laufzeit bis Jahresende 2022. Im November 2022 konnte Lomba mit Palmeiras deren elfte nationale Meisterschaft feiern.

## Nationalmannschaft
Lomba war Mitglied der Nachwuchsmannschaften im Bereich U-15 und U-17. Bei der U-17-Fußball-Weltmeisterschaft 2003 gehörte der dem siegreichen brasilianischen Kader an, blieb aber ohne Einsatz.

## Erfolge
Nationalmannschaft
- U-17-Fußball-Weltmeisterschaft: 2003

Flamengo
- Copa do Brasil: 2006
- Staatsmeisterschaft von Rio de Janeiro: 2007, 2008, 2009, 2011
- Taça Guanabara: 2007, 2008, 2011
- Taça Rio: 2009, 2011

Bahia
- Staatsmeisterschaft von Bahia: 2012, 2014

Internacional
- Recopa Gaúcha: 2017

Palmeiras
- Recopa Sudamericana: 2022
- Staatsmeisterschaft von São Paulo: 2022, 2023, 2024
- Campeonato Brasileiro de Futebol: 2022, 2023
- Supercopa do Brasil: 2023

## Auszeichnungen
Bahia
- Troféu Armando Nogueira: 2011[13]
- Bester Spieler des EC Bahia: 2011
- Staatsmeisterschaft von Bahia Auswahlmannschaft: 2012, 2014

Internacional
- Prêmio Craque do Brasileirão Auswahlmannschaft: 2018